# Noble M12
La Noble M12 è un'auto sportiva a due porte biposto costruita dalla casa automobilistica britannica Noble Automotive dal 2000 al 2008.

## Descrizione
All'inizio la Noble M12 doveva essere sviluppata in due versioni: Coupé e Cabriolet (denominata GTC); quest'ultima è stata però solamente presentata a un motor show, ma non è mai entrata in produzione.
Tutte le M12 sono dotate di un motore centrale Ford Duratec V6 bi-turbo, la trazione è posteriore e il cambio è manuale a 6 rapporti. È composta da un telaio in acciaio ed è dotata di un roll-bar sempre in acciaio mentre la carrozzeria è in fibra di vetro.
Anche se la M12 sembra un'auto da competizione, è omologata anche per uso stradale.
Esistono due varianti di questa auto costruite su licenza della Noble: la Rossion Q1 della Rossion Automotive e la Salica GT/GTC della Salica Cars.
Questa coupé ha 4 diverse versioni:
- Noble M12 GTO 2.5L V6 bi-turbo da 310cv/231 kW.
- Noble M12 GTO-3 3.0L V6 bi-turbo da 352cv/262 kW.
- Noble M12 GTO-3R 3.0L V6 bi-turbo sempre da 352cv/262 kW, capace di scattare da 0–100 km/h in 3,7 secondi e capace di raggiungere una velocità massima di 298 km/h. La forza di accelerazione laterale raggiunge gli 1,2G.
- Noble M400 3.0L V6 bi-turbo da 425cv/316 kW.

Nel 2008 la Salica Cars ha presentato un kit di conversione per trasformare la M12/400 in cabriolet.